# Gafas de ojo de gato

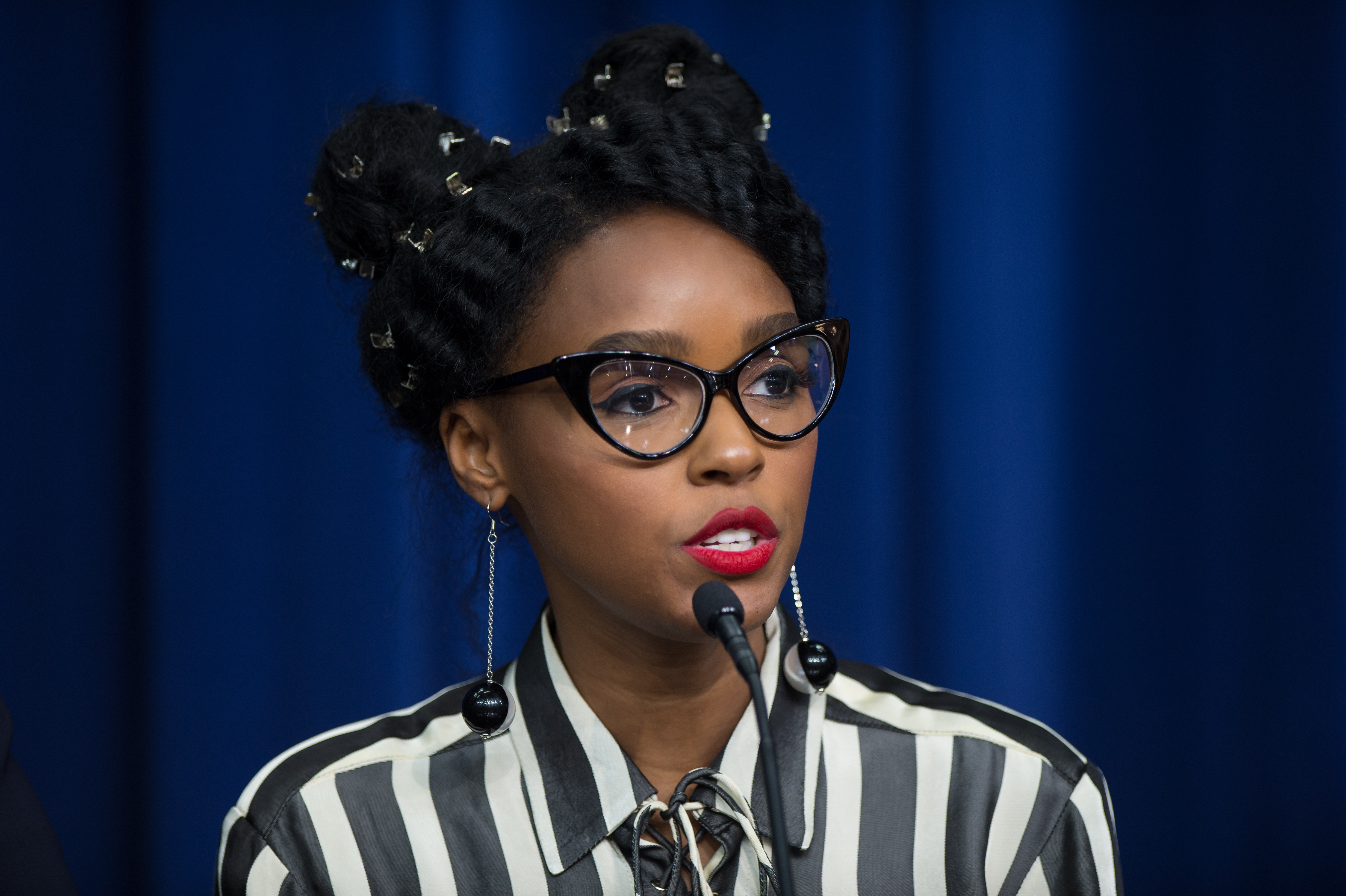
La cantante y actriz Janelle Monáe utilizando lentes de ojo de gato en 2016.

Las gafas de ojo de gato o cat eye glasses es una forma de gafas, principalmente para las mujeres. Poseen un armazón grueso alrededor de los cristales de la mitad hacia arriba, para unirse en las esquinas más altas. Audrey Hepburn hace uso de estos lentes en la película Breakfast at Tiffany's (1961), de una manera más que notable. Se hicieron populares en los años 1950 y 1960 y estaban de moda entre las mujeres más destacadas. Fue un modelo que precedió al Bug-eye glasses de los años 70, 80 y 90. Portadores notables de gafas Cat Eye  fueron: Marilyn Monroe, Barbara Windsor, Manoff Dinah, Mary Whitehouse, Amy Lame y Barry Humphries como Dame Edna Everage, entre otros.
- Datos: Q5051094
- Multimedia: Cat eye glasses / Q5051094